# Howardina albonotata
Howardina albonotata is een muggensoort uit de familie van de steekmuggen (Culicidae). De wetenschappelijke naam van de soort is voor het eerst geldig gepubliceerd in 1906 door Daniel William Coquillett. Oorspronkelijk plaatste Coquillett deze muggensoort in een nieuw geslacht Gymnometopa.
De soort komt voor in West-Indië; op de Bahama's is ze een algemeen voorkomende muggensoort.